# Hrabstwo Blaine (Idaho)
Hrabstwo Blaine (ang. Blaine County) – hrabstwo w stanie Idaho w Stanach Zjednoczonych. Obszar całkowity hrabstwa obejmuje powierzchnię 2661,02 mil² (6892,01 km²). Według szacunków United States Census Bureau w roku 2009 miało 22 328 mieszkańców. Jego siedzibą administracyjną jest Hailey.

Hrabstwo powstało 5 marca 1895 r. Nazwa pochodzi od nazwiska Jamesa Blaine’a, sekretarza stanu w latach 1889-1892. Tereny te odkrył w 1818 r. Donald Mackenzie. 

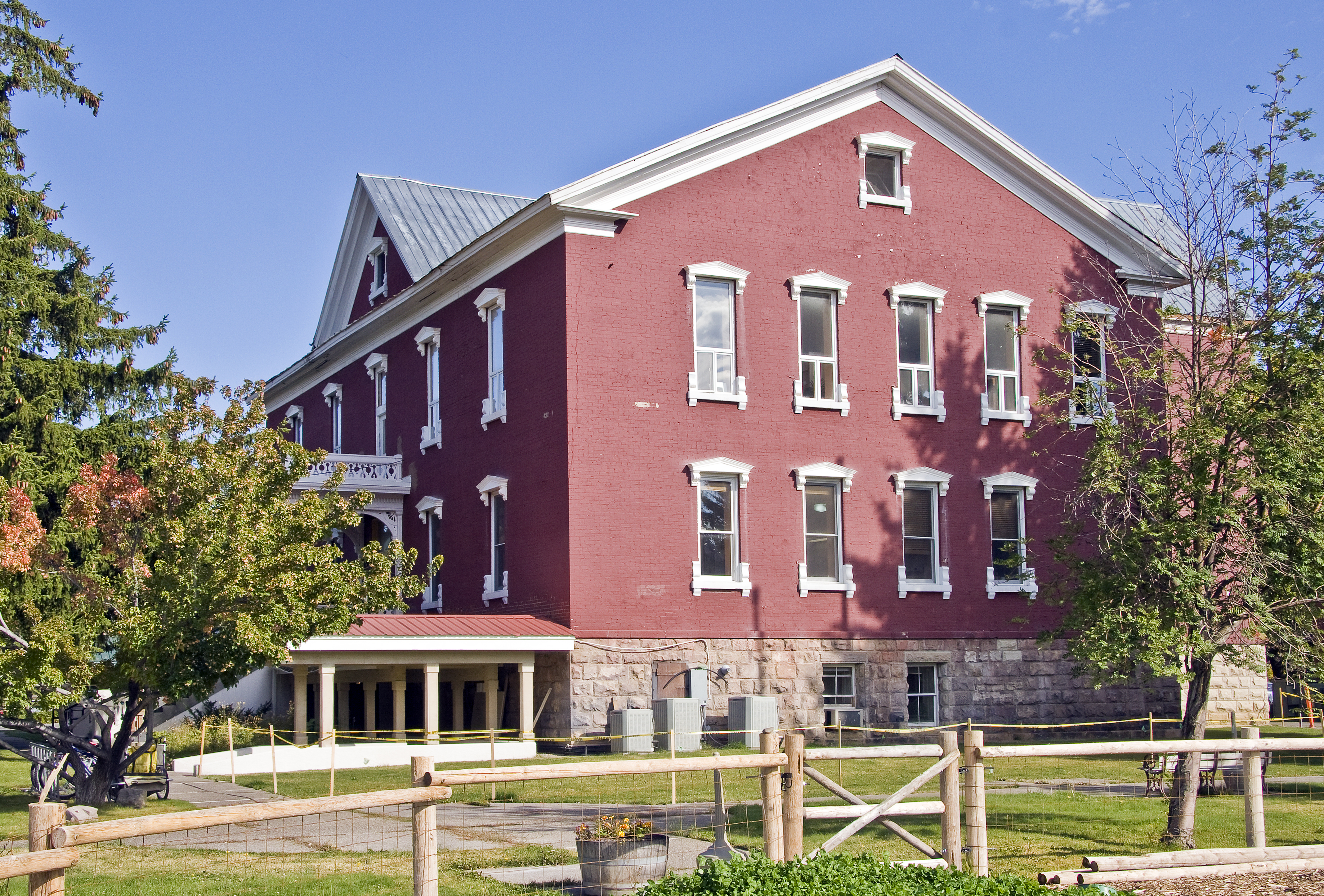
Blaine County - budynek sądu w Hailey

## Miejscowości
- Bellevue
- Carey
- Hailey
- Ketchum
- Sun Valley